# 长城街道 (石嘴山市)
长城街道，是中华人民共和国宁夏回族自治区石嘴山市大武口区下辖的一个乡镇级行政单位。

## 行政区划
长城街道下辖以下地区：
健民社区、九零五社区、鸣沙社区、金山社区和荣景社区。